# Joachim Kunert
Hans-Joachim Kunert (* 24. September 1929 in Berlin; † 18. September 2020 in Potsdam) war ein deutscher Film- und Fernsehregisseur und Drehbuchautor.

## Leben
Nach der Schule wurde Kunert 1947 beim DEFA-Studio für Spielfilme als Regieassistent angestellt. Dort assistierte er bei Kurt Maetzig (Ehe im Schatten, 1947) und Wolfgang Schleif (Glück auf!, 1948; Grube Morgenrot, 1948; … und wenn's nur einer wär’ …, 1949; Die blauen Schwerter, 1949), später bei Hans Müller (Bürgermeister Anna, 1950), Arthur Pohl (Die Jungen von Kranichsee, 1950), Erich Freund (Zugverkehr unregelmäßig, 1951), Franz Barrenstein (Sein großer Sieg, 1952) und Eduard Kubat (Jacke wie Hose, 1953). Gleichzeitig war er am Deutschen Theater Regieassistent bei Wolfgang Langhoff (Egmont, Don Carlos) und Rudolf Noelte (Pygmalion) und inszenierte anschließend selbst an verschiedenen Theatern.
1954 wurde Kunert Regisseur beim DEFA-Studio für Wochenschau und Dokumentarfilme. Dort realisierte er den 30-minütigen Dokumentarfilm Ein Strom fließt durch Deutschland mit Impressionen der Elbe von Schmilka bis Hamburg, einen 20-minütigen Film über die Dresdner Philharmoniker und schließlich eine Dokumentation über das Leben des Schriftstellers Martin Andersen Nexø, die (wie viele Dokumentarfilme der DEFA) in der BRD einem Aufführungsverbot unterlag.
Seit 1956 war Kunert als Regisseur beim DEFA-Studio für Spielfilme angestellt. Sein erster Spielfilm Besondere Kennzeichen: keine (1955), ein Nachkriegsdrama über eine Frau (gespielt von Erika Müller-Fürstenau), die ohne Mann und ohne Arbeit ihre Kinder versorgen muss, entstand nach einem Drehbuch von Berta Waterstradt, mit der er auch 1959 bei der Komödie Ehesache Lorenz zusammenarbeitete. Eine längere künstlerische Zusammenarbeit entstand auch mit dem Schriftsteller Jens Gerlach, mit dem er beim Andersen-Nexø-Dokumentarfilm das Drehbuch schrieb. Die beiden planten einen Spielfilmzyklus nach Werken Andersen Nexøs, der die Werke Pelle der Eroberer, Morten der Rote und Jeanette umfassen sollte. Realisiert wurde allerdings nur die als Fingerübung gedachte Andersen-Nexø-Verfilmung Der Lotterieschwede mit Erwin Geschonneck in der Titelrolle. Es folgten weitere Gegenwartsfilme für die DEFA und 1961 mit Die letzte Nacht (nach einem Drehbuch von Hermann Rodigast) Kunerts erste Arbeit für das Fernsehen.

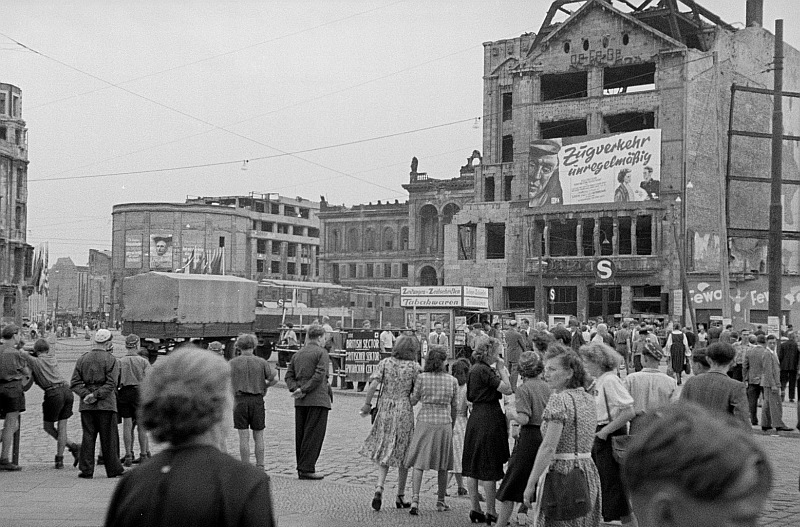
Filmwerbung für Zugverkehr unregelmäßig an der Ruine des Pschorrhauses am Potsdamer Platz, 1951

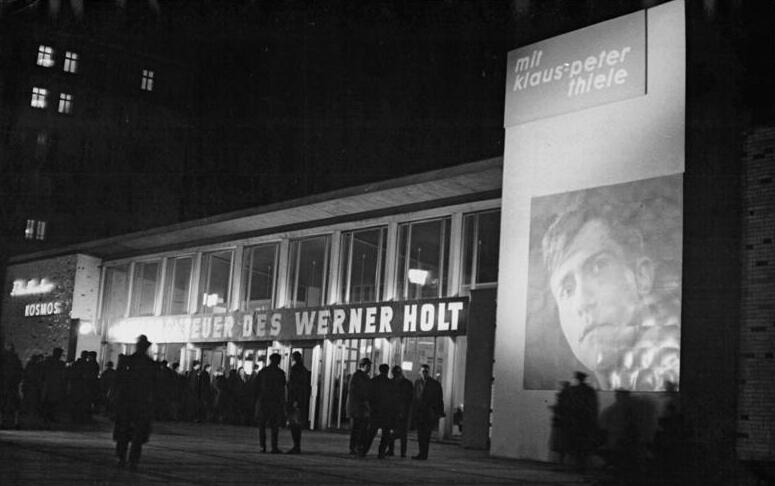
Premiere von Werner Holt im Kino Kosmos

1964 drehte Kunert seinen populärsten Film und gleichzeitig (mit vier Millionen Kinozuschauern) einen der erfolgreichsten DEFA-Filme überhaupt: Die Abenteuer des Werner Holt nach dem ersten Teil des Romanbestsellers von Dieter Noll. Die Verfilmung überzeugte durch die Hauptdarsteller Klaus-Peter Thiele und Manfred Karge und die Kameraarbeit von Rolf Sohre. Die Abenteuer des Werner Holt erhielt 1965 den Großen Preis des sowjetischen Friedenskomitees auf dem IV. Internationalen Filmfestival Moskau; das Schöpferkollektiv (Kunert, Sohre und Drehbuchautor Claus Küchenmeister) erhielt 1965 zudem den Nationalpreis II. Klasse.
Kunerts letzte Filme bei der DEFA waren zwei Anna-Seghers-Verfilmungen, Die Toten bleiben jung (1969) und Das Duell (1970). Ein gemeinsam mit dem Autor Franz Fühmann geplantes Filmprojekt über die Geschwister Scholl war gescheitert, und Kunert wechselte 1971 zum Fernsehen. Dort drehte er zwei weitere Filme nach Erzählungen von Anna Seghers, Die große Reise der Agathe Schweigert (1972) mit Helga Göring in der Titelrolle und Das Schilfrohr (1974). 1975 entstand der Dokumentarspielfilm Steckbrief eines Unerwünschten nach Reportagen von Günter Wallraff; das Drehbuch lieferte Gerhard Bengsch.
Zu den Regiearbeiten Kunerts gehörten zwei Folgen der Arztserie Berühmte Ärzte der Charité nach Drehbüchern von Rolf Gumlich: Krisis (über Robert Koch) und Die dunklen Jahre (über Ferdinand Sauerbruch und Karl Bonhoeffer). Das Regiekollektiv der Serie, zu dem neben Kunert Ursula Bonhoff, Manfred Mosblech und Wolf-Dieter Panse gehörten, erhielt 1983 den Heinrich-Greif-Preis II. Klasse.
Sein schriftlicher Nachlass befindet sich im Archiv der Akademie der Künste in Berlin.

## Filmografie
Dokumentarfilme:
- 1954: Ein Strom fließt durch Deutschland (auch Drehbuch)
- 1955: Die Dresdner Philharmoniker (auch Drehbuch)
- 1960: Martin Andersen Nexö (auch Drehbuch mit Jens Gerlach)

 Spielfilme:
- 1956: Besondere Kennzeichen: keine
- 1958: Tatort Berlin (auch Drehbuch mit Jens Gerlach)
- 1958: Der Lotterieschwede (auch Drehbuch mit Jens Gerlach)
- 1959: Ehesache Lorenz
- 1960: Seilergasse 8 (auch Drehbuch mit Günter Kunert)
- 1961: Die letzte Nacht (TV)
- 1962: Das zweite Gleis (auch Drehbuch mit Günter Kunert)
- 1965: Die Abenteuer des Werner Holt (auch Drehbuch mit Claus Küchenmeister)
- 1968: Die Toten bleiben jung (auch Drehbuch)
- 1970: Aus unserer Zeit (2. Episode Das Duell; auch Drehbuch mit Manfred Freitag & Joachim Nestler und Anna Seghers)
- 1972: Die große Reise der Agathe Schweigert (TV) (auch Drehbuch mit Hans Müncheberg)
- 1974: Das Schilfrohr (Fernsehfilm) (auch Drehbuch)
- 1975: Steckbrief eines Unerwünschten (Fernsehfilm) (auch Drehbuch)
- 1977: Das Verhör (TV) (auch Drehbuch mit Karl Georg Egel)
- 1980: Die Spur des Vermißten (TV) (auch Drehbuch mit Antonio Skármeta)
- 1981: Berühmte Ärzte der Charité: Krisis (TV)
- 1983: Berühmte Ärzte der Charité: Die dunklen Jahre (TV)
- 1989: Die gläserne Fackel (TV) (auch Drehbuch mit Wolfgang Held)